# فریگیس کارینتی
فریگیس کارینتی (۱۹۳۸- ۱۸۸۷) نویسنده، فیلمنامه‌نویس، شاعر، روزنامه‌نگار و مترجم، زاده‌ی مجارستان است. او در داستان کوتاه خود، به نام زنجیرها مفهوم فاصله اجتماعی را مطرح می‌کند و بعدها به عنوان نظریه شش درجه جدایی شناخته شد.